# 朴刀

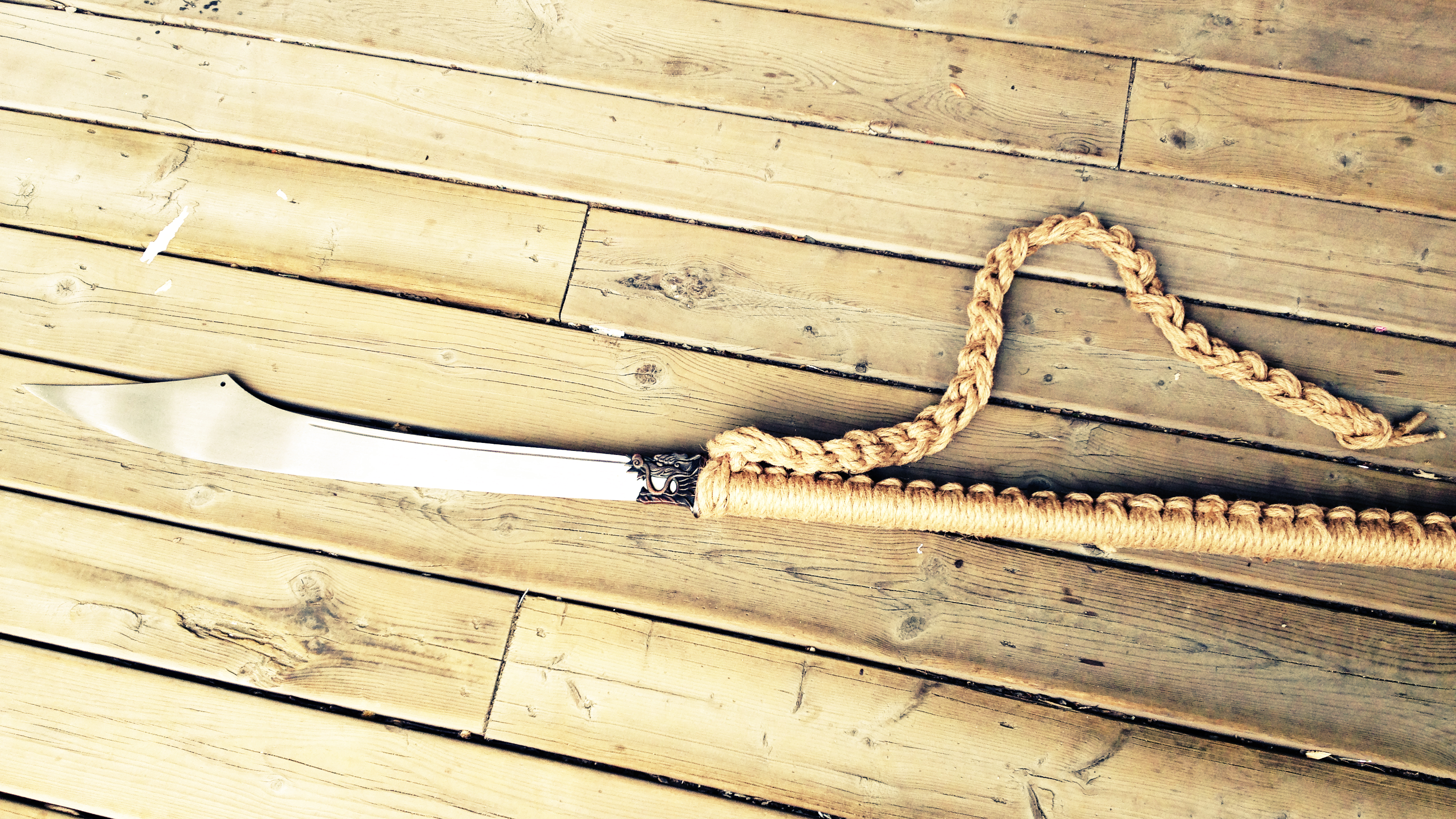
朴刀

朴刀、あるいは撲刀（ぼくとう、プー・ダオ）は中国刀の一種で、柄の長い両手持ちの武器であることから、双手帯（そうしゅたい、シャン・シュウ・ダイ）の別名がある。
一般的な朴刀の全長は1.5メートルから2メートルほどで、そのうち刃渡りは60から70センチメートルほどの柳葉刀に似た刀身である。刀剣よりは、青龍偃月刀に近い武器であり、日本の長巻とよく似ている。また、韓国でもヒョプド（협도、挾刀）と呼ばれる朴刀に似た武器がある。
朴刀は宋（920 - 1279）の時代に開発された武器で、大刀の所持が許されなかった民間が大刀の柄を短くしたのが始まりではないかと考えられている。その経緯から、軍隊における制式の武器よりは、民間人の武器として定着していた。清の時代になると制式武器に加わっている。清末期の太平天国の乱において太平天国軍の兵士が愛用したことから太平刀の異名もある。
宋代に生まれた武器として、小説『水滸伝』では、朱仝、雷横、劉唐、燕順といった好漢が愛用している。中でも雷横は高俅の従弟・高廉を朴刀で討ち取っている。
側首搶過「插翅虎」雷橫，一朴刀把高廉揮做兩段（すぐ側に駆けつけた「插翅虎」雷橫は、朴刀を一振るいして高廉を真っ二つにした）――水滸伝『第五十四回 入雲龍鬥法破高廉　黑旋風探穴救柴進』より――